# Maria Bidlingmaier
Maria Caroline Bidlingmaier (* 31. März 1882 in Lauffen am Neckar; † 22. Januar 1917 in Stuttgart) war eine deutsche Staatswissenschaftlerin und Bäuerinnenforscherin. Ihre 1918 publizierte Dissertation zur Situation von Landfrauen in Württemberg gilt als „sozialwissenschaftlich-kulturhistorischer ‚Klassiker‘“, bewegt sich wissenschaftlich „zwischen Staatswissenschaft und Volkskunde“ und ist 1990 und 1993 in kommentierter Fassung neu aufgelegt worden.

## Leben
Maria Bidlingmaier wurde als eines von sechs Kindern der Maria Bidlingmaier (geborene Wöhr) und ihrem Ehemann Christoph Bidlingmaier in Lauffen am Neckar geboren. Der Vater war Schulmeister, später Oberlehrer und Rektor der Volksschule in Lauffen, die Maria ebenfalls besuchte. Alle sechs Kinder der Familie konnten studieren, ihre Schwester Medizin, ihr Bruder Friedrich wurde Geophysiker und Südpolarforscher.
Im Oktober 1901 trat sie als „neuexaminierte Lehramtskandidatin“ eine Stelle an der Schule in Nordheim an, die sie bis April 1906 innehatte. Im Anschluss besuchte sie die Oberrealschule in Heilbronn, um dort das Abitur abzulegen. Es folgte ein Studium an der Fakultät für Staatswissenschaften in München, Freiburg und Tübingen. Einer ihrer Professoren war Carl Johannes Fuchs, der ein Kenner dörflich-bäuerlicher Verhältnisse war, worauf wohl zurückzuführen ist, dass Bidlingmaier als Staatswissenschaftlerin ein „Landfrauenthema“ für ihre 1915 eingereichte Promotion wählte. Sie war die erste Frau, die bei Fuchs über ein „Frauenthema“ promovierte. Bidlingmaier untersuchte anhand von zwei wirtschaftlich und sozial sehr unterschiedlichen Dörfern, wie die Rationalisierung in der Landwirtschaft sich auf das Leben von Bäuerinnen – Hauswirtschaft, bäuerliche Lebenshaltung, soziale Lage der Kinder – auswirkte. Dabei stützte sie sich konzeptionell auf Max Weber. Unter anderem kam sie zu dem Schluss, dass der landwirtschaftliche Maschineneinsatz überwiegend „männliche“ Bereiche der direkten Produktion betreffen, während „weibliche“ Aufgaben in einem bäuerlichen Betrieb, die eher Geschicklichkeit erfordern, vom Maschineneinsatz weniger profitieren.
Die Zeit nach ihrer Promotion – mitten im Ersten Weltkrieg –  ist schwach belegt, sie war wohl in Berlin „in der Kriegsorganisation“ tätig, evtl. als Angestellte in der Zentral-Einkaufsgemeinschaft. Die Veröffentlichung der Dissertation erlebte Bidlingmaier nicht mehr, da sie im Januar 1917 an einer schweren Lungenentzündung („Erschöpfung, Gelenkrheumatismus, Lungenentzündung, Fieber“) im Stuttgarter Olgakrankenhaus verstarb.

## Werk
- Die Bäuerin in zwei Gemeinden Württembergs. (Dissertation Tübingen 1915, mit einem Vorwort von Carl Johannes Fuchs) (= Tübinger staatswissenschaftliche Abhandlungen. N.F., H. 17). Berlin Stuttgart Leipzig 1918 (Kohlhammer).

### Ausgaben
- Die Bäuerin in zwei Gemeinden Württembergs. (mit einem Nachwort, Anmerkungen und Literaturhinweisen von Christel Köhle-Hezinger sowie einem dokumentarischen Anhang) (= Tübinger staatswissenschaftliche Abhandlungen. N.F., H. 17). Nachdruck der Ausgabe [Stuttgart], [Kohlhammer], 1918 Auflage. Schweier, Kirchheim/Teck 1990, ISBN 3-921829-30-5.
- Die Bäuerin in zwei Gemeinden Württembergs. (mit einem Nachwort, Anmerkungen und Literaturhinweisen von Christel Köhle-Hezinger sowie einem dokumentarischen Anhang) (= Tübinger staatswissenschaftliche Abhandlungen. N.F., H. 17). Nachdruck der Ausgabe [Stuttgart], [Kohlhammer], 1918 Auflage. Schweier, Kirchheim/Teck 1993, ISBN 3-921829-30-5.